# 佛山市第四中学
佛山市第四中学，简称佛山四中、四中，是一所全日制普通完全中学。1957年建校，自2016年九月迁至新址。学校现有60个班，分为初中部和高中部，高中每个年级为14个班，初中每个年级为6个班。
新址为，禅城区张槎街道学富路1号